# Gadmen
Gadmen ist eine Ortschaft in der politischen Gemeinde Innertkirchen im Verwaltungskreis Interlaken-Oberhasli des Kantons Bern in der Schweiz. Bis zum 31. Dezember 2013 war Gadmen eine eigene politische Gemeinde. Am 1. Januar 2014 fusionierte sie mit der Gemeinde Innertkirchen.

## Geschichte

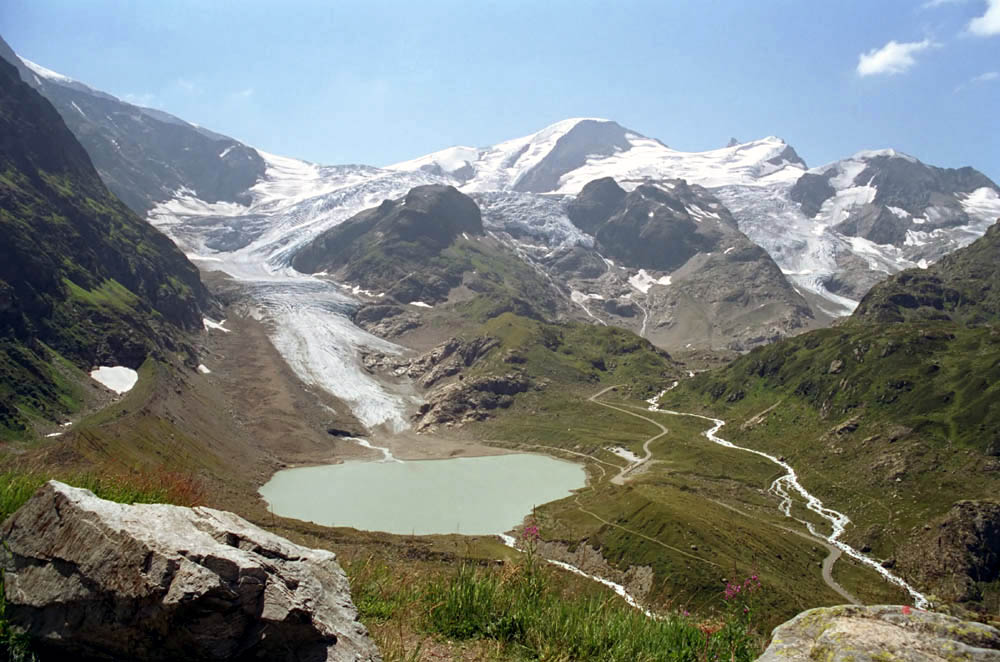
Blick vom Sustenpass auf Steinsee und Steingletscher auf Gebiet der ehemaligen Gemeinde Gadmen

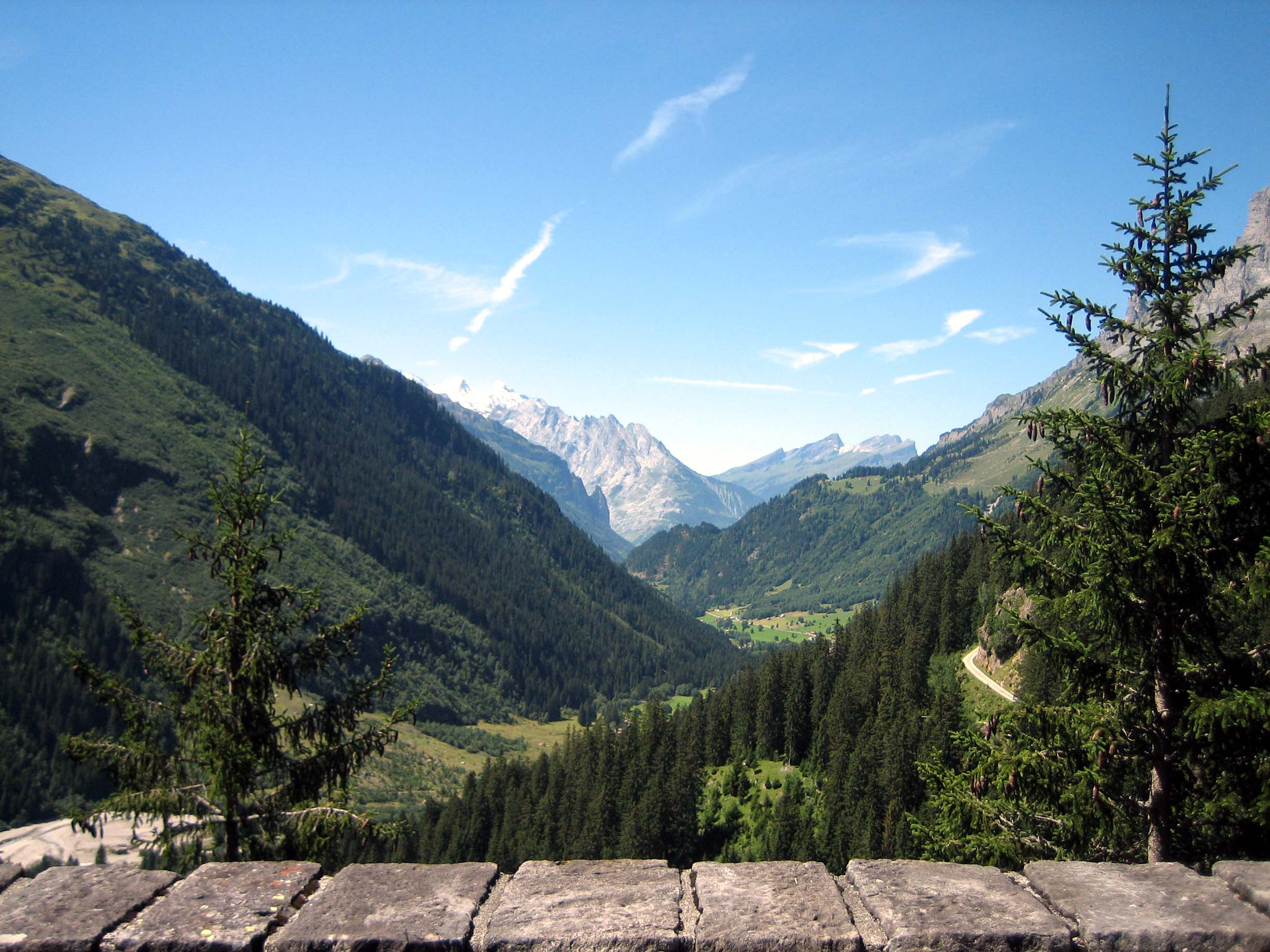
Gadmertal westwärts

Der Name Gadmen leitet sich vom althochdeutschen gadum ab (Stall, Scheune, kleines Haus) und wird 1382 zum ersten Mal historisch erwähnt als von dem buw imm Gadmen.

## Geographie

Luftbild (1956)

Gadmen liegt im Gadmertal im Berner Oberland an der Auffahrt zum Sustenpass, dessen Passhöhe auf der östlichen Gemeinde- und Kantonsgrenze liegt. Der Fluss im Tal heisst Gadmerwasser. Die Nachbargemeinden von Norden beginnend im Uhrzeigersinn sind Engelberg im Kanton Obwalden, Wassen und Göschenen im Kanton Uri, Obergoms im Wallis sowie die Berner Gemeinden Guttannen und der Ortsteil Innertkirchen.
Auf Gadmer Gebiet liegen drei Gletscher, der Steingletscher, der Triftgletscher und der Wendengletscher. Unterhalb des Steingletschers liegt der Steinsee. Der bekannteste Berg in Gadmen ist der Titlis, dessen steile Südflanke nichts vom Gletscher erahnen lässt, den der Berg auf der Nordseite trägt.
Zwei Drittel der Gesamtfläche von Gadmen sind Gletscher, Firne und Felsen.

## Bevölkerung
| Jahr      | 1764 | 1850 | 1880 | 1900 | 1930 | 1950 | 1960 | 1970 | 1980 | 1990 | 2000 | 2010 | 2013 |
| Einwohner | 354  | 739  | 759  | 672  | 434  | 485  | 510  | 482  | 363  | 301  | 272  | 232  | 227  |

## Wirtschaft
Gadmen lebt vom (Sommer-)Tourismus und von der Landwirtschaft. Während des Winterhalbjahres, wenn die Passstrasse geschlossen ist, ist der einzige Gasthof «Bären» ebenfalls geschlossen, und das Tal wird abgesehen von Skitourengängern wenig besucht.

## Persönlichkeiten
- Edwin Nil (1833–1893), Pfarrer in Kirchberg
- Monika Barth (1949–2015), Politikerin und Schriftstellerin
- Rosa Tännler (1879–1946), Modell für die Gestaltung des Goldvrenelis

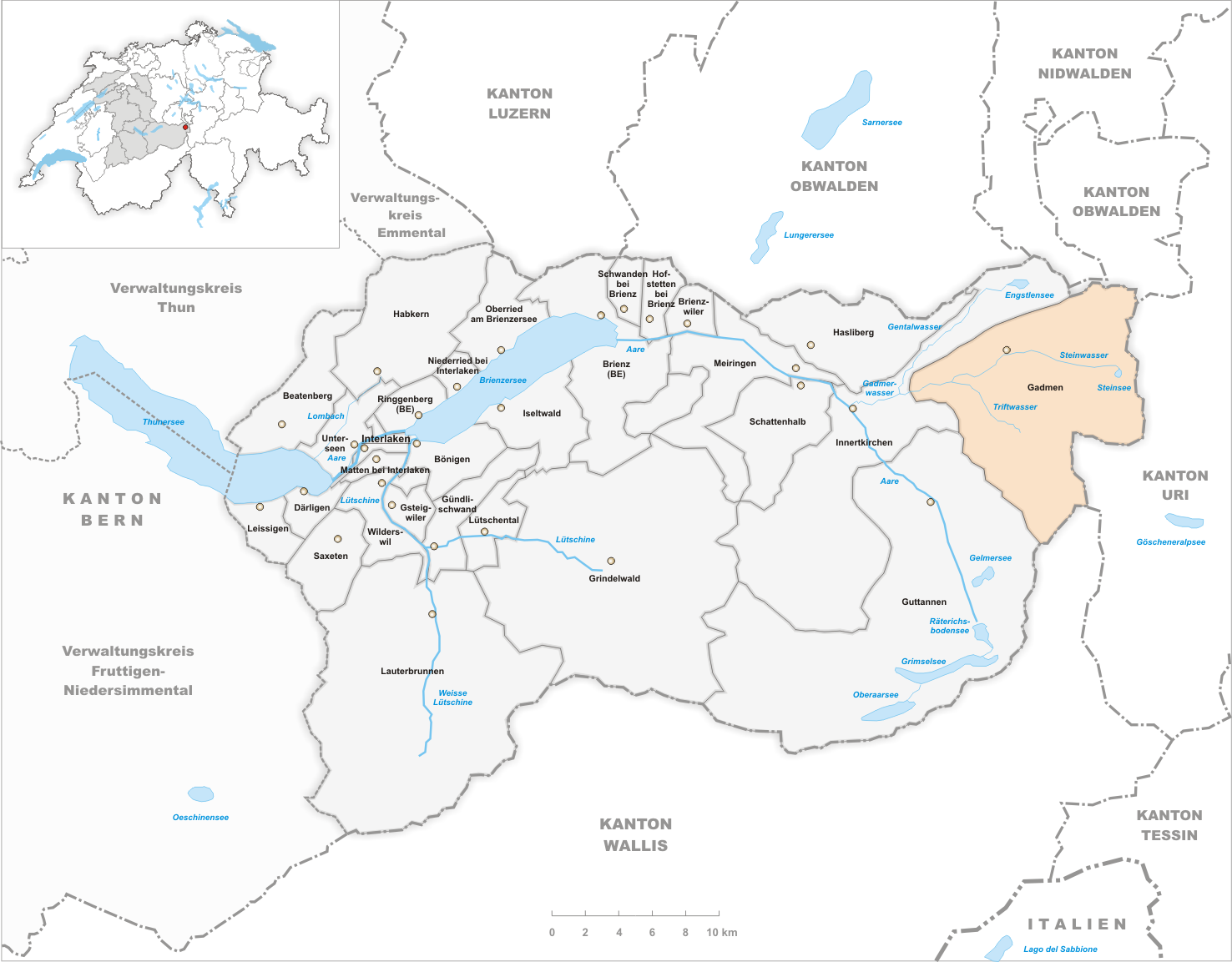
Gemeindestand vor der Fusion am 1. Januar 2014